# Schloss Wackerstein

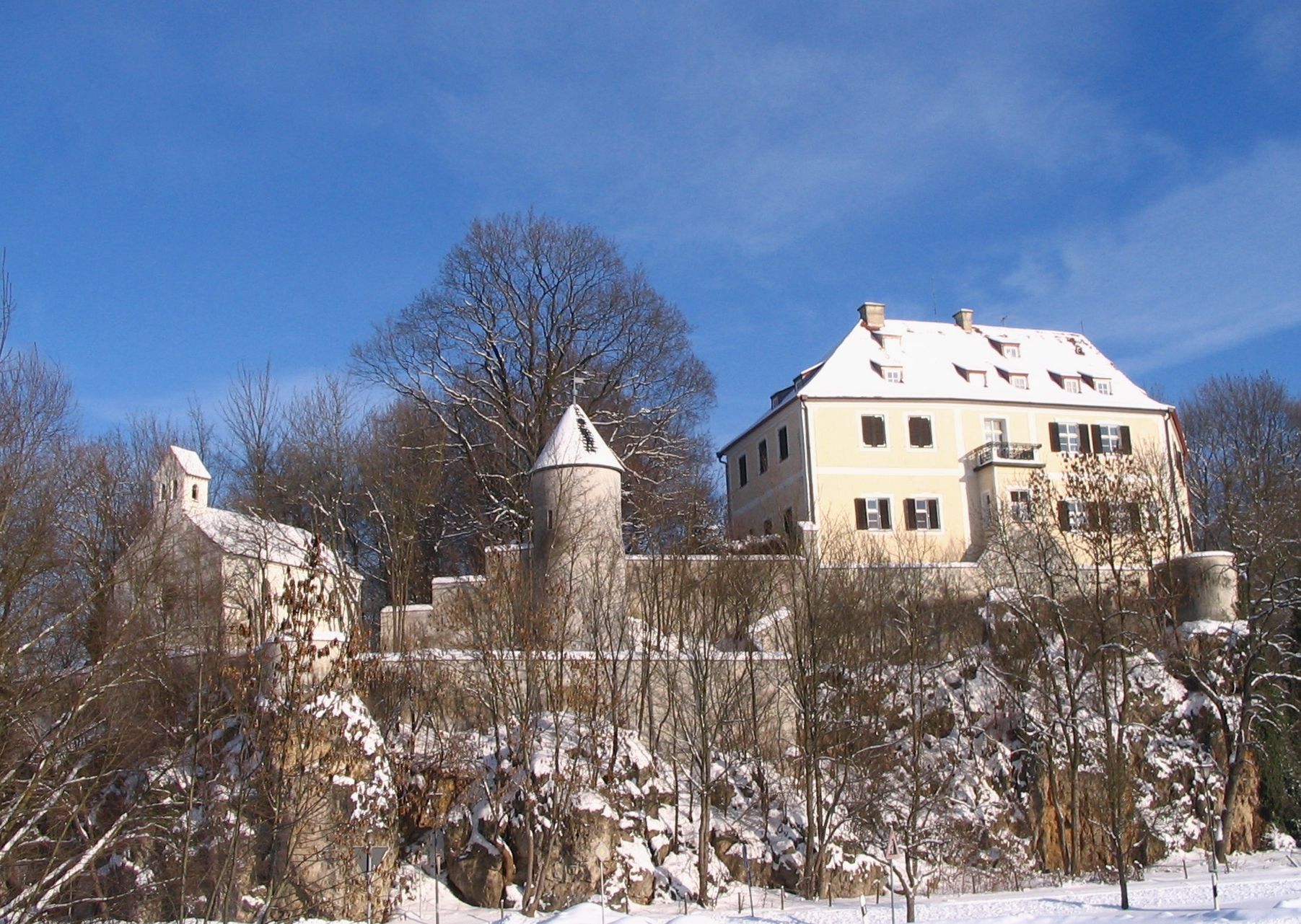
Schloss Wackerstein (2010)

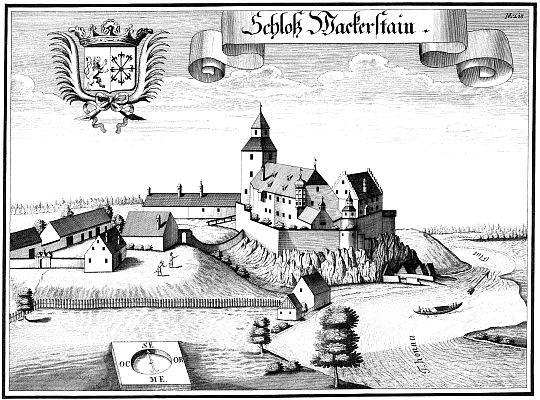
Schloss Wackerstein nach einem Kupferstich von Michael Wening (um 1726)

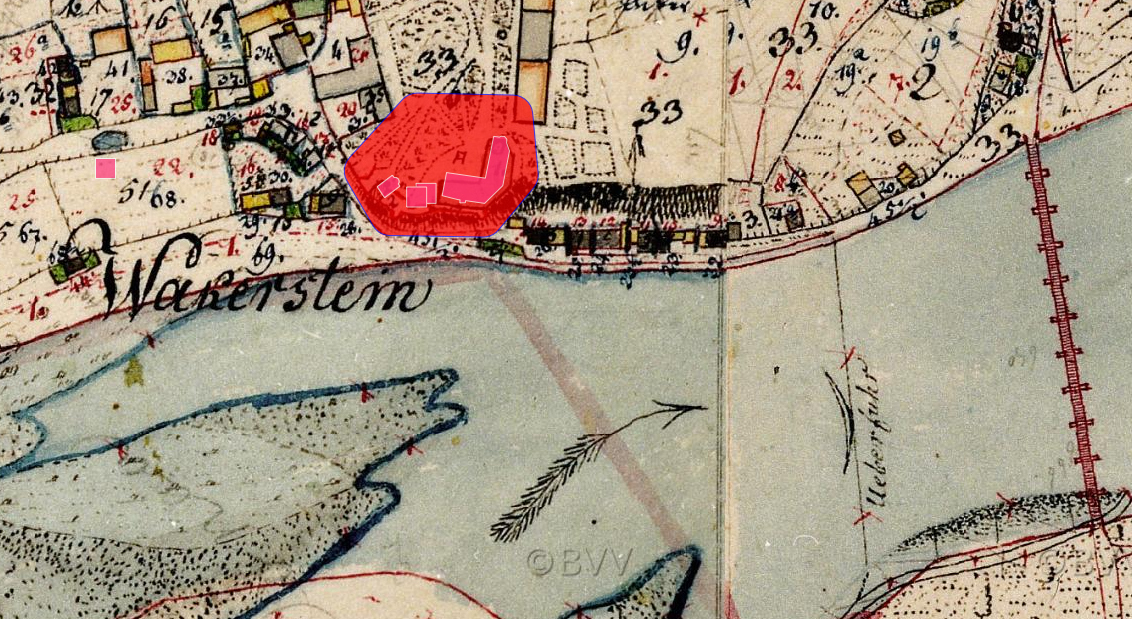
Lageplan von Schloss Wackerstein auf dem Urkataster von Bayern

Das Schloss Wackerstein liegt an einem steilen Felsabsturz zur Donau im Dorf Wackerstein, einem Ortsteil des Marktes Pförring im oberbayerischen im Landkreis Eichstätt. Die Anlage ist unter der Aktennummer D-1-76-153-44 als denkmalgeschütztes Baudenkmal von Wackerstein verzeichnet. Ebenso wird sie als Bodendenkmal unter der Aktennummer D-1-7236-0030 im Bayernatlas als „mittelalterlicher Burgstall, neuzeitliches Schloss“ geführt.

## Geschichte
Der Ursprung des Schlosses geht auf eine Burg aus dem 9. Jahrhundert zurück. Erstmals wird 1206 ein Ortsadel mit dem Eichstätter Domherren „Conradus Wacherstayn“ genannt; 1339 besaßen auch die Mendorfer Anteile der Burg. 1408 verliehen die Herzöge Ernst und Wilhelm III. von Bayern-München dem „Wilhelm Lautenbekch zu Wakerstain“ für seine Dienste die Wackersteiner Au. Im ersten Bayerischen Krieg besetzte Herzog Ludwig VII. von Bayern-Ingolstadt die nahe an der Grenze seines Landes gelegene Burg. Nach Beendigung des Krieges erhielt Wilhelm Lautenbeck seinen Besitz zurück und verpflichtete sich 1424 gegenüber Herzog Ernst zur Öffnung der Burg. Die Erbtochter Veronika Lautenbeck verheiratete sich mit Stefan von Schmiechen, der seinen Schwägern Wackerstein bald darauf abkaufte; 1469 erhielt er von Herzog Albrecht IV. von Bayern-München zudem die Wackersteiner Au mitsamt der Jagd und dem Fischwasser. Von dem kinderlos gebliebenen Ehepaar ging der Besitz an Christoph von Schmiechen, einem Sohn seines Bruders Wolfgang († 1497). Dieser verpfändete das Schloss jedoch an seinen Bruder Stefan von Schmiechen, der in der Erbteilung die benachbarte Hofmark Ettling erhalten hatte. Dessen Tochter Anna verheiratete sich 1534 mit Heimeran IV. Notthafft von Wernberg zu Aholming und so kamen Wackerstein und die Hofmark Ettling an die Notthaffts. Am 6. Februar 1565 heiratete Johann Heinrich Notthafft von Wernberg, Sohn des Heimeran IV., Amalie von Wisbeck, Enkelin des Georg Wisbeck und Tochter des Hans Adam von Wisbeck zu Velburg. Nach dem Tod Heimerans IV. im Jahr 1570 übernahm Johann Heinrich die von seinem Vater seit 1531 verwaltete Pflege in Vilshofen. Seit dem 1. Januar 1583 war Johann Heinrich Vizedom in Landshut. 1589 stellte er sein Entlassungsgesuch und zog sich nach Wackerstein zurück († 7. März 1595). Das Erbe fiel an seinen Sohn Georg Stephan Notthafft von Wernberg. Dessen Schwester Barbara war seit 1587 mit Wolf Friedrich von Closen verheiratet. Am 10. September 1603 verkaufte Georg Stephan die Hofmarken und Edelsitze Wackerstein und Ettling samt der Probstei Pförring um 33.000 fl. seinem Schwager und begab sich in die Dienste des Erzbistums Salzburg. Im Dreißigjährigen Krieg verwüsteten schwedische und kaiserliche Truppen die Burg.
1642 erwirbt Graf von Lodron den Besitz von der Familie Glaser. 1711 erwarb der kurbayerische Generalfeldmarschallleutnant Lothar Freiherr von Weickel die Hofmark Wackerstein. Er verkaufte dieselbe 1729 an den Kurfürsten Karl Albrecht von Bayern. Wackerstein kam 1768 an den Grafen Karl Wilhelm Stanislaus Daun, der sie 1779 an Ferdinand Anton Freiherrn von Wadenspan († 1796), einem geadelten Wirtssohn aus Altdorf bei Landshut, weiterverkaufte. Dieser ließ um 1780 die heutige Zweiflügelanlage errichten. Wackerstein kam an seine älteste Enkeltochter, Franziska von Hornstein; sie verkaufte die Hofmark 1811 an den bayerischen Generalmajor Wilhelm Friedrich von Jordan. Von dessen Sohn Max Freiherr von Jordan gelangte das Schloss 1841 an die Bauerseheleute Franz Michael und Therese Forstner aus Geiselhöring, und von diesen 1850 an Johann Nepomuk Ritter von Kreittmayr auf Offenstetten. 1871 wurde das Gut zertrümmert und das Schloss 1872 vom rumänischen Fürsten Alexander Cantacuzene erworben. Von diesem gelangte es 1902 in bürgerliche Hände.

## Beschreibung
Das Schloss ist eine hakenförmige mittelalterliche Zweiflügelanlage, am Ostflügel befindet sich ein kleiner Turm. Der Hauptbau ist ein zweigeschossiger Walmdachbau, das Schloss wurde im 16./17. Jahrhundert umgestaltet und erhielt Ende des 18. Jahrhunderts bzw. Anfang des 19. Jahrhunderts seine heutige Gestalt.
Aus dem Mittelalter stammt die profanierte Schlosskapelle Unserer Lieben Frau; diese ist ein kleiner Saalbau mit einem Dachreiter, die Kapelle wurde 1781 umgebaut. Die Ringmauern und der Ringmauerturm ebenfalls stammen aus dem Mittelalter.
1989 wurde das Schloss renoviert und darin Eigentumswohnungen errichtet.